# Le Villard (Planay)
Pour les articles homonymes, voir Le Villard.
Le Villard, anciennement le Villard de Bozel, est un village de France situé en Savoie, dans la vallée de la Tarentaise, au cœur du massif de la Vanoise. Situé à 890 mètres d'altitude au confluent du Doron de Champagny et du Doron de Pralognan qui donnent naissance au Doron de Bozel, il est situé en amont des villages de Bozel et en aval de celui de Champagny-en-Vanoise, sur le territoire communal de Planay dont le chef-lieu se trouve au sud-est en direction de Pralognan-la-Vanoise.
Le village est dominé par la dent du Villard — auquel il a donné son nom — au sud (2 285 m), le Grand Bec à l'est-sud-est (3 399 m) et la pointe du Tougne au nord-est (2 709 m). Il comporte deux centrales hydroélectriques, celle de Pralognan et celle de Champagny-Ballandaz, un centre d'interprétation, la galerie Hydraulica, et un lieu de culte, la chapelle Sainte-Marguerite.

## Histoire
Du 15 avril 1930 à 1965, le village est le terminus d'une ligne d'électrobus au départ de Moûtiers en remplacement d'un ancien tramway entre Moûtiers et Brides-les-Bains qui fonctionne de 1889 à 1928.

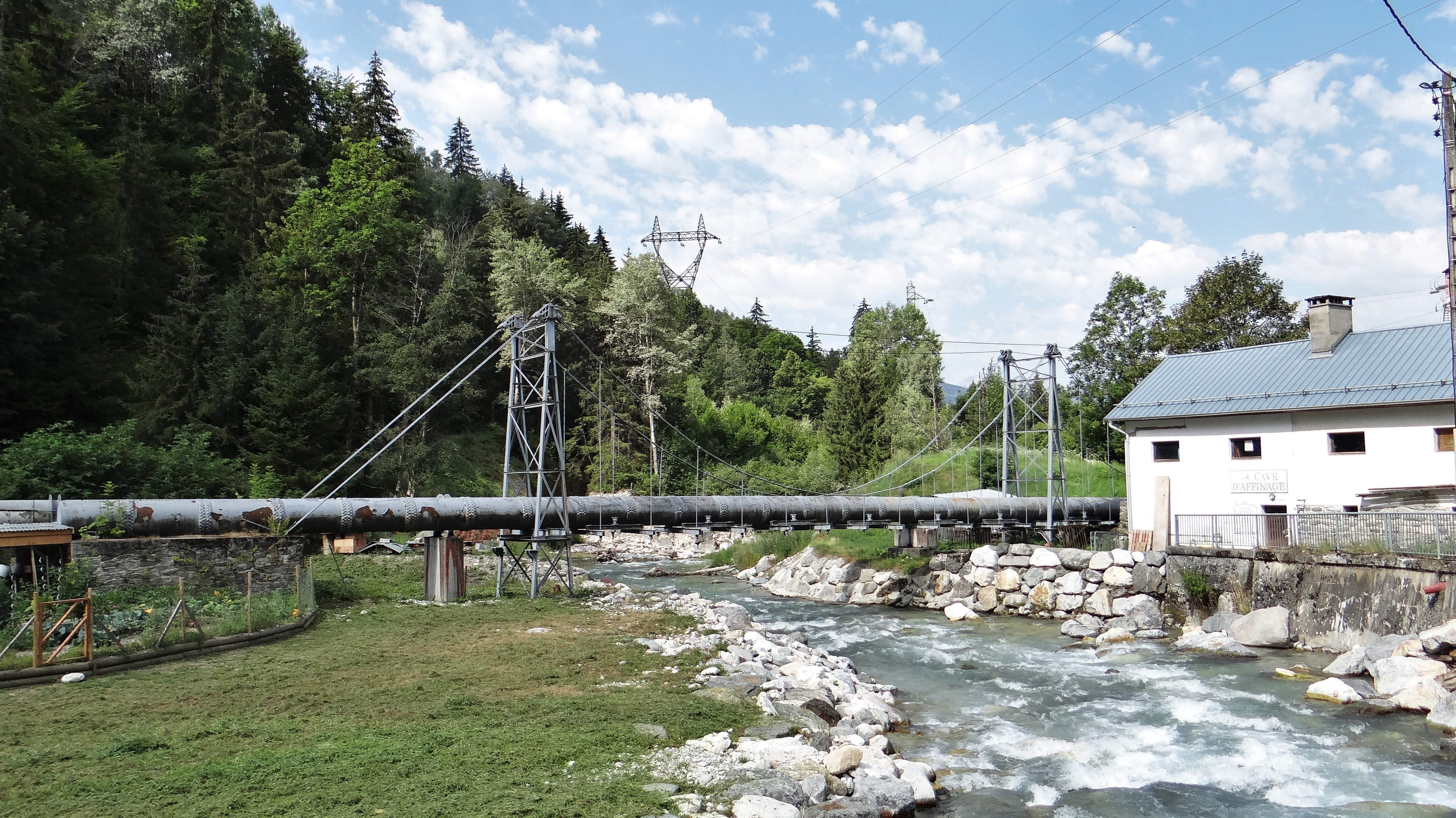
La conduite forcée de la centrale électrique de Champagny-Ballandaz passant au-dessus du Doron de Pralognan au Villard.